# کریم‌ایشان (گمیشان)
کریم ایشان روستایی در دهستان قزل‌آلان بخش گلدشت شهرستان گمیشان استان گلستان ایران است.

## جمعیت
بر پایه سرشماری عمومی نفوس و مسکن در سال ۱۳۹۵ جمعیت این مکان ۹۸۵ نفر (۲۸۹خانوار) بوده‌است.